# Journée mondiale de l'océan
La Journée mondiale de l’océan est une démarche lancée en 1992 à l'issue du sommet de Rio et qui vise à faire du 8 juin de chaque année une occasion de sensibiliser le grand public à une meilleure gestion des océans et de leurs ressources. Cette journée mondiale se propose d'être l'occasion d'informer sur ces enjeux, susciter l’envie d’adopter un « comportement durable », et donner des pistes d’action en encourageant adultes et enfants à agir individuellement et collectivement pour une meilleure gestion des ressources marines.
Des animations ont lieu simultanément dans le monde entier : aquariums, musées des sciences, associations et institutions d’éducation à l’environnement marin proposent à leur public des festivités pleines d’animations ludiques et d’actions concrètes, pour que petits et grands puissent mieux connaître la mer. Un « Passeport de l'Océan » est ainsi distribué aux participants, qui s'engagent en échange à effectuer un certain nombre d'actions concrètes (y compris au niveau domestique) en faveur de la préservation des mers. Elle tente par exemple de sensibiliser la population aux conséquences néfastes des cosmétiques rejetés dans la mer.
Le Réseau Océan Mondial et l'association américaine The Ocean Project coordonnent la célébration de cette journée. Ils ont aussi agi conjointement pour la reconnaissance officielle de cet événement par l’ONU, notamment grâce à une pétition proposée au public. Ce projet bénéficiait en outre de fonds de la Commission européenne.
L’assemblée Générale des Nations unies « a désigné le 8 juin Journée Mondiale de l'Océan à compter de 2009 ».
(Résolution adoptée par l’Assemblée Générale, A/RES/63/111, Océans et droit de la mer, paragraphe 171)